# ماسو

ماسو شهری در شهرستان سولنزو در استان بانوا در بورکینافاسوی غربی است و جمعیت آن ۲,۴۶۵ نفر است.